# Михаел Тонет
Михаел Тонет (2 юли 1796 – 3 март 1871) е германско-австрийски дизайнер и производител на мебели.
Най-ранните мебели на Михаел Тонет са в стил бидермайер. През 1819 г. основава свой мебелен цех в родния си град Бопард. Около 1825 г. Тонет започва да експериментира с огъване на слепени слоеве дървесина – техника, която е използвана още от Томас Чипъндейл, както и при английските столове Уиндзор.
През 1841 г. Михаел Тонет получава патент за тази технология в Париж. Същата година участва в панаира в Кобленц, където принц Клеменс фон Метерних се впечатлява от изложените мебели и кани Тонет във Виена – императорската столица на Хабсбургската династия.
Неговата работилница е конфискувана през 1842 г., след което се преселва във Виена и открива работилница през 1849 г.
През 1851 г. на Голямото изложение в Кристъл Палас в Лондон Тонет участва с луксозни палисандрови мебели с инкрустация от бронз и махагон, като получава най-високата награда за този клас мебели.
През 1857 г. е документирана първата голяма поръчка на Тонет за столове от вита дървесина за виенското кафене „Даум“. Столовете носят каталожен номер 4 от каталожния лист на фирма „Братя Тонет“.